# Beerenberg
Beerenberg (z niz. Medvědí hora) je masivní stratovulkán, nacházející se na severovýchodním okraji norského ostrova Jan Mayenu. Je to nejseverněji položený aktivní vulkán na světě.
Sopka je tvořena převážně čedičovými lávami s malým množstvím tefry. Beerenberg má nadmořskou výšku 2277 metrů a je zakončen mohutným kráterem o průměru 1 km. Celá sopka je celoročně pokryta ledem a sněhem. Kráter obklopuje několik menších parazitních kráterů a dómů.
Poslední erupce se odehrála 6. ledna 1985, kdy sopka vyvrhla z trhliny na svém severním úbočí přibližně 6 mil. m3 lávy a 7 m3 tefry a popela. Historické záznamy dokazují ještě další činné erupce v letech 1818, 1853, 1970 a 1973.
Funkce sopky zkoumá i stanice v Olonkinbyenu.

## Galerie

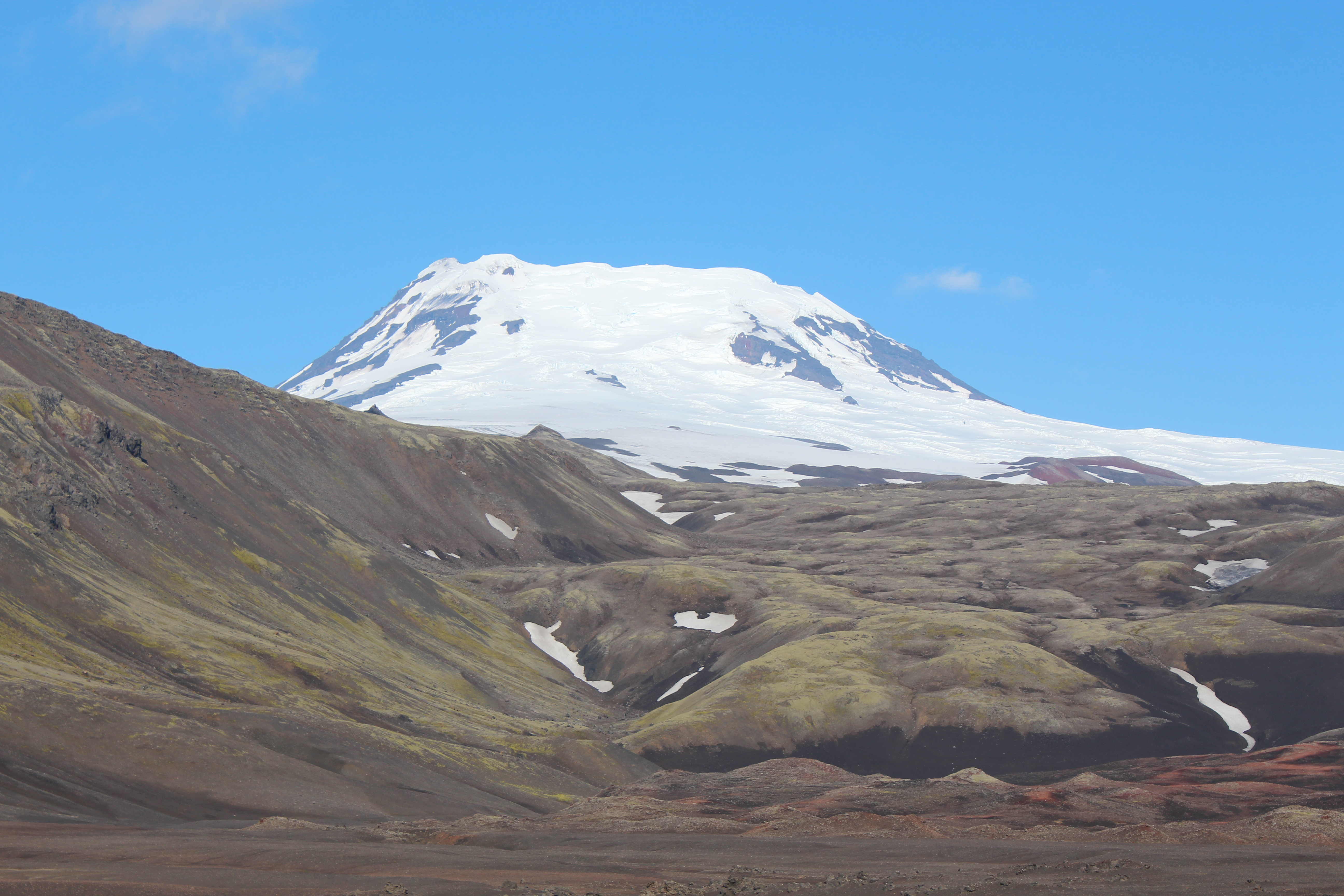
Beerenberg
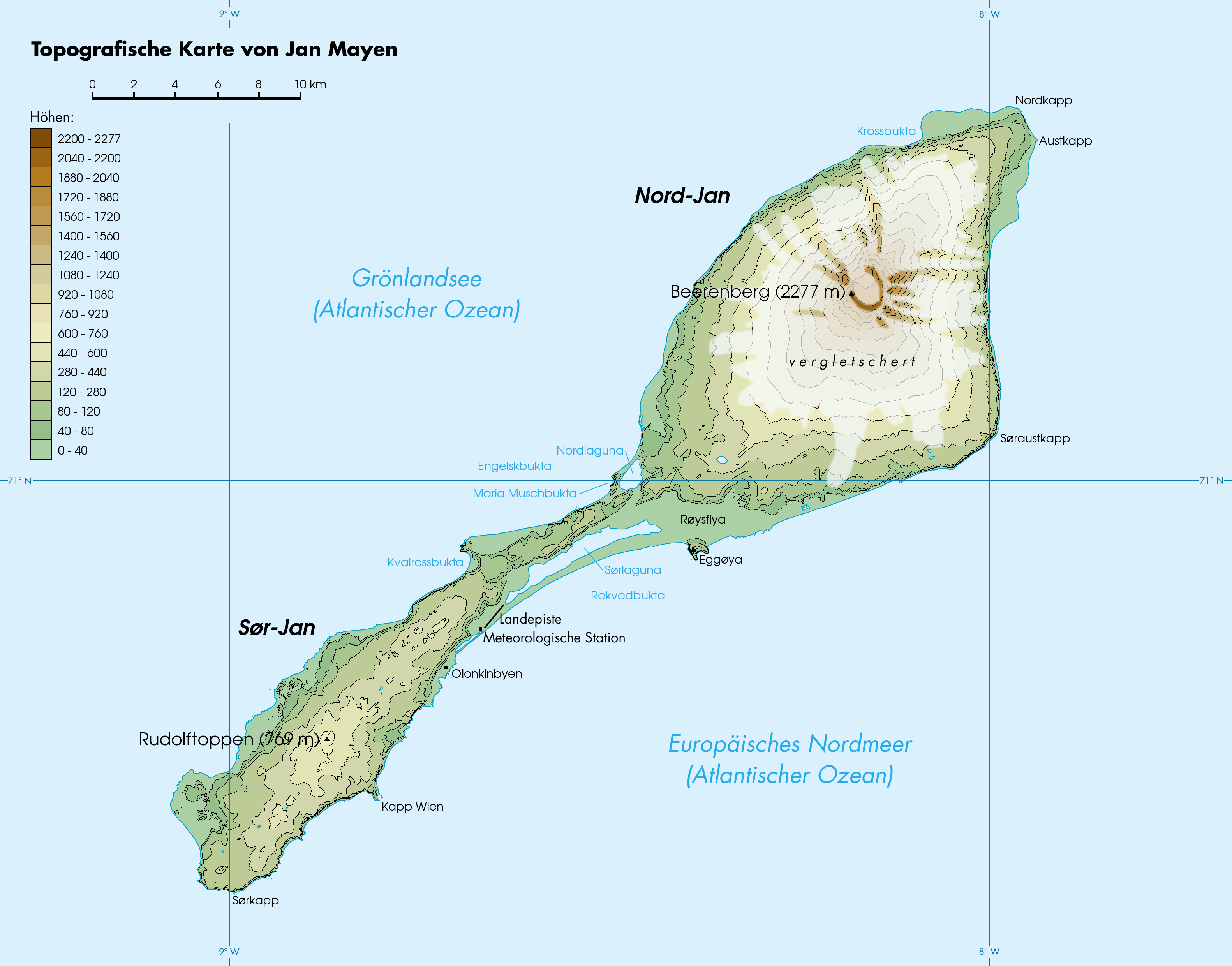
Beerenberg na mapě ostrova Jan Mayen
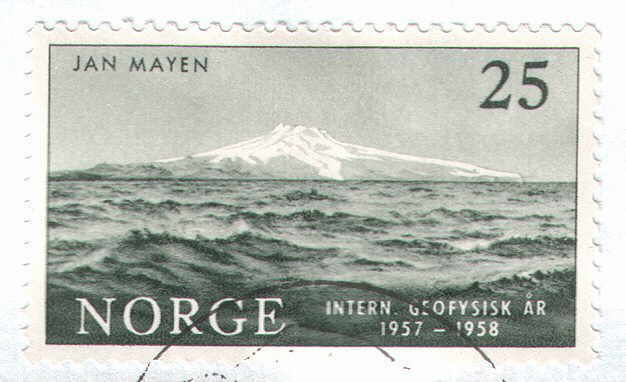
Beerenberg na norské známce z roku 1957
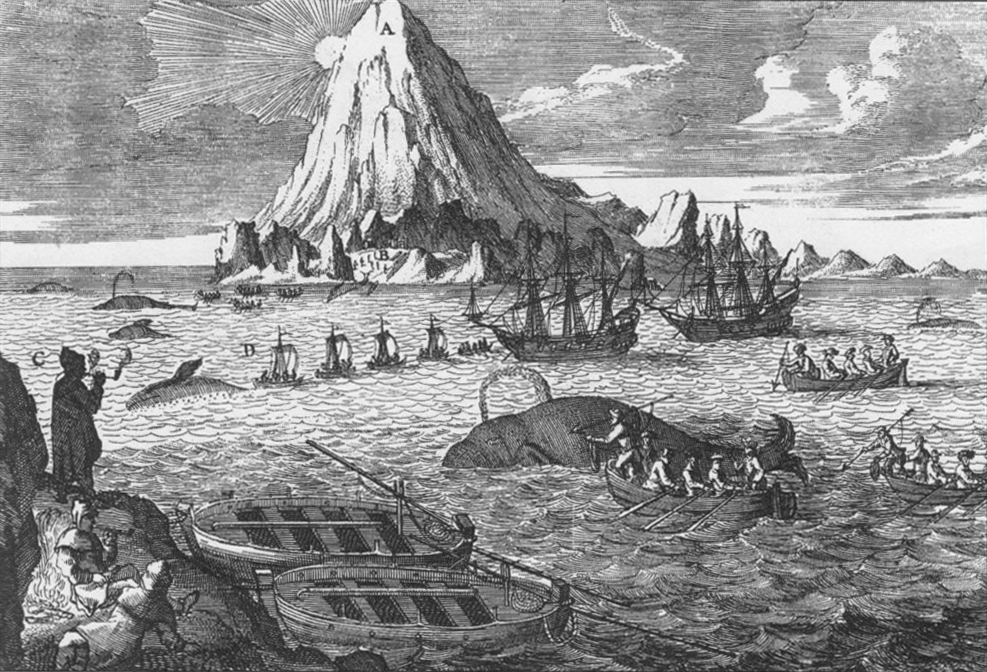
Lov velryb v 18. století, v pozadí Beerenberg